# Lionel Hugonnier
Pour les articles homonymes, voir Hugonnier.
 (juin 2018).
Si vous disposez d'ouvrages ou d'articles de référence ou si vous connaissez des sites web de qualité traitant du thème abordé ici, merci de compléter l'article en donnant les références utiles à sa vérifiabilité et en les liant à la section « Notes et références ».
Lionel Hugonnier, né le 17 avril 1973 à Lyon, est un judoka et ju jitsuka français, combattant dans la catégorie des moins de 90 kg en Judo, et en Mi-Lourds (- de 92 kg) en Ju Jitsu.
Natif de Lyon, il intègre l’INSEP après le service militaire effectué au Bataillon de Joinville en 1993. 
En 1994, il devient à 21 ans l’un des plus jeunes Champions du Monde de Ju Jitsu de l’histoire, pour sa 1re sélection internationale. 
En 1995, Il remporte le titre Européen. 
En 1996, il défend son titre de Champion du Monde à Coubertin (Paris) devant son public, et sera sacré pour la seconde fois. Ce palmarès fait de lui le ju-jitsuka français le plus titré de l'histoire, avec son collègue de club Bertrand Amoussou. Il se retire du circuit du Ju Jitsu en 1996 et clôture sa carrière sans aucune défaite.
En 1997, après un titre de Champion de France de Judo, il intègre l'équipe de France, sous la direction de René Rambier. Il restera toute sa carrière au PSG Judo, avec pour partenaires de clubs David Douillet, Djamel Bouras, sous la présidence de Thierry Rey.
Médaillé dans les tournois mondiaux, avec notamment 2 médailles au Tournoi International de la Ville de Paris (bronze en 98, argent en 2002), il combattra pour l’équipe de France en Coupe du Monde 1998 à Minsk (Biélorussie) et se classera 3e.
Une blessure à l’épaule met un terme à sa carrière en 2003.

## Carrière professionnelle
Après avoir mis un terme à sa carrière sportive en 2003, Lionel Hugonnier crée la SARL Nobuco en compagnie de quatre anciens membres de l’équipe de France de Judo. Spécialisée dans le commerce d’articles de sports, la société se développe rapidement pour devenir un acteur majeur du marché d'équipements sportifs.
En 2006, création d'une filiale à Casablanca (Maroc) pour diffuser ses produits sur le marché croissant du Maghreb.
En 2009, la société Nobuco poursuit son développement entre la France et le Maroc, avec une croissance constante.
En 2012, nouvelle marque TATAMIZ qui propose un large gamme de produits pour enfants, sous licences Disney et Hello Kitty. Cela permet à la société Nobuco d'entrer dans les grands comptes de la Grande Distribution.
En 2013, après le succès d'une augmentation de capital, Teddy Riner rejoint la société et devient associé de Lionel Hugonnier. 
En 2014, les premiers produits de la licence Teddy Riner apparaissent dans certains canaux de ventes prestigieux.
En 2017, il revend la marque TATAMIZ. Il rachète alors MOSAIK CREATION sous la marque produit "promo-sols.fr". Depuis il a développé Mosaik Floor,  Mosaik Sport et Prismatik, tous spécialisés dans le revêtement de sol. 

## Peinture
Artiste-peintre, Lionel Hugonnier expose ses peintures effectuées en parallèle de son activité professionnelle. Inspiré par des influences aussi éclectiques que Picasso, Klimt, Michel-Ange, mais aussi la Figuration Libre, une exposition lui a été consacrée en 2010 à Lyon, sa ville natale.

## Palmarès

### JU JITSU
| Catégorie / Année      | Championnats du Monde de jujistu 1994 Bologne | Championnats d'Europe de jujistu 1995 Athènes | Championnats du Monde de jujistu 1996 Paris |
| ---------------------- | --------------------------------------------- | --------------------------------------------- | ------------------------------------------- |
| Mi-Lourds (- de 92 kg) | Médaille d'or                                 | Médaille d'or                                 | Médaille d'or                               |

### JUDO
- 1993 : Vainqueur du tournoi de Miami
- 1995 : Champion de France 2e Div.
- 1996 : Vainqueur du tournoi de Belgique
- 1997 : Vainqueur du tournoi Toutes Catégories de Kyoto (Japon)
- 1998 : Champion de France 1re Div.
- 1998 : 3e au tournoi de Paris (TIVP)
- 1998 : 3e Coupe du Monde par équipe
- 1999 : 3e au tournoi de Séoul (Corée)
- 2001 : Vainqueur du tournoi de Leonding (Autriche)
- 2001 : 3eau tournoi de Budapest (Hongrie)
- 2002 : 3eau tournoi de Moscou (Russie)
- 2002 : 2eau tournoi de Paris (TIVP)
- 2003 : 3eau tournoi de Rome (Italie)
- 2003 : 3eau champ. d’Europe par Équipe